# Paul Cayré
Paul Cayré est un homme politique français né en 1736 et décédé le 14 juin 1815 à Lyon (Rhône).
Négociant à Lyon, administrateur du département, puis commissaire du directoire de Lyon, il est élu député du Rhône au Conseil des Cinq-Cents le 22 germinal an VI. Rallié au coup d'État du 18 Brumaire, il entre au Corps législatif puis devient conseiller de préfecture en 1804.

## Sources
- « Paul Cayré », dans Adolphe Robert et Gaston Cougny, Dictionnaire des parlementaires français, Edgar Bourloton, 1889-1891 [détail de l’édition]